# Obata Masamori
Obata Masamori (Japans: 小幡昌盛) (1534 – 29 maart 1582), ook bekend als Obata Nobusada, was een samoerai uit de Japanse Sengoku-periode. Hij was een vazal van de Takeda-clan en verwierf faam als een van de Vierentwintig generaals van Takeda Shingen. 
Obata was een zoon van Obata Toramori, en kwam uit het westen van de provincie Kozuke. Hij ontvluchtte Kozuke en voegde zich bij de Takeda rond 1560. Masamori zou later kasteelheer worden van kasteel Kaizu in de provincie Shinano. 
Masamori kwam oorspronkelijk uit een provincie die de Takeda hadden veroverd, en behoorde daarom tot de sakikata-shu (de groep van de verslagen vijanden). Hij bewees zich echter keer op keer loyaal aan de Takeda. Hij vocht voor de Takeda te Mimasetoge (1569) en Mikatagahara (1573), waar hij de voorhoede van de cavalerie aanvoerde. 
Te Nagashino vocht Masamori in de centrale compagnie onder Takeda Nobukado, en leidde hij de grootste troepenmacht, die bestond uit 500 man cavalerie en 1000 man voetvolk. De verwondingen die Masamori opliep te Nagashino zouden uiteindelijk leiden tot zijn dood.